# Sheila Galvin
Sheila Galvin (* 23. Februar 1914 im County Cork; † 20. März 1983) war eine irische Politikerin der Fianna Fáil, die zwischen Februar 1964 und April 1965 Teachta Dála (Abgeordnete) des Unterhauses (Dáil Éireann) im Oireachtas war.

## Leben
Galvin wurde im Februar 1964 bei der Nachwahl für ihren verstorbenen Ehemann John im Wahlkreis Cork Borough in den Dáil gewählt. Bei den Wahlen 1965 kandidierte sie nicht mehr.